# (32068) 2000 JE58
2000 JE58 (asteroide 32068) é um asteroide da cintura principal. Possui uma excentricidade de 0.13351520 e uma inclinação de 13.10708º.
Este asteroide foi descoberto no dia 6 de maio de 2000 por LINEAR em Socorro.